# Шардиус, Лев Александрович
Лев Александрович Шардиус  (нем. Friedrich Ludwig Schardius; 1796—1855) — нумизмат и архивариус, служивший хранителем коллекций монет в Петербургском Эрмитаже.

## Биография
Родился в 1796 году в Рослау.
Учился в гимназии в Дессау; затем изучал филологию и юриспруденцию в Лейпцигском университете (1815—1818); в Йенском университете в 1825 году получил степень почётного доктора.
С 1823 года состоял на службе в Петербургской академии наук, сначала помощником библиотекаря; с  7 июня 1825 года он был хранителем книжного магазина. С 16 мая 1826 года исправлял должность секретаря и протоколиста временного комитета приготовительных распоряжений к празднованию юбилея Академии. С 22 февраля 1827 года заведовал конференциями Академии в качестве архивариуса.
В 1828 году он стал помощником директора Нумизматического музея и одновременно корректором издаваемых Академией книг на немецком и латинском языках с увольнением от должности помощника библиотекаря 2 отделения с 30 ноября 1828 года. В 1835 году он принял от Ф. И. Круга русскую коллекцию Кунсткамеры.
С 3 августа 1837 года он был назначен хранителем нумизматического и египетского музеев Академии. В декабре того же года, после пожара Зимнего дворца, он был назначен хранителем медалей и древностей в Эрмитажный мюнцкабинет — «с оставлением в прежних должностях», то есть в порядке совместительства. Сначала он принял от Ф. Б. Грефе коллекцию русских и западноевропейских монет, в 1840 году передал русские монеты В. Ф. Нумерсу, а с 1845 года «расписывался в книге поступлений <…> за восточные монеты, от которых, как видно, отказался Ф. Б. Грефе и для которых в Эрмитаже всё ещё не было квалифицированного хранителя».
Коллежский советник с 1841 года, надворный советник с 1851 года.
В течение ряда лет он также был частным библиотекарем барона Людвига Штиглица. Но главной страстью его было собирание автографов; свою коллекцию (около 5000 экз.) он завещал Дерптскому университету, куда она поступила в 1856 году и где она находится и ныне. В 1921 году Тартуский университет подарил Воронежскому университету 304 автографа, связанных с Россией. Сегодня коллекция насчитывает 2920 автографов учёных, писателей, музыкантов, государственных деятелей и других лиц, датированных 1512–1855 годами.
Был награждён орденами Св. Анны 3-й ст. (1828), Св. Владимира 4-й ст. (1834) и Св. Станислава 2-й ст., а также орденом Альбрехта Медведя (10.02.1848).
Остался холостым. В феврале 1855 года передал свои дела в Эрмитаже В. Ф. Нумерсу. Умер в Санкт-Петербурге 2 (14) марта 1855 года.